# Erigorgus melanops

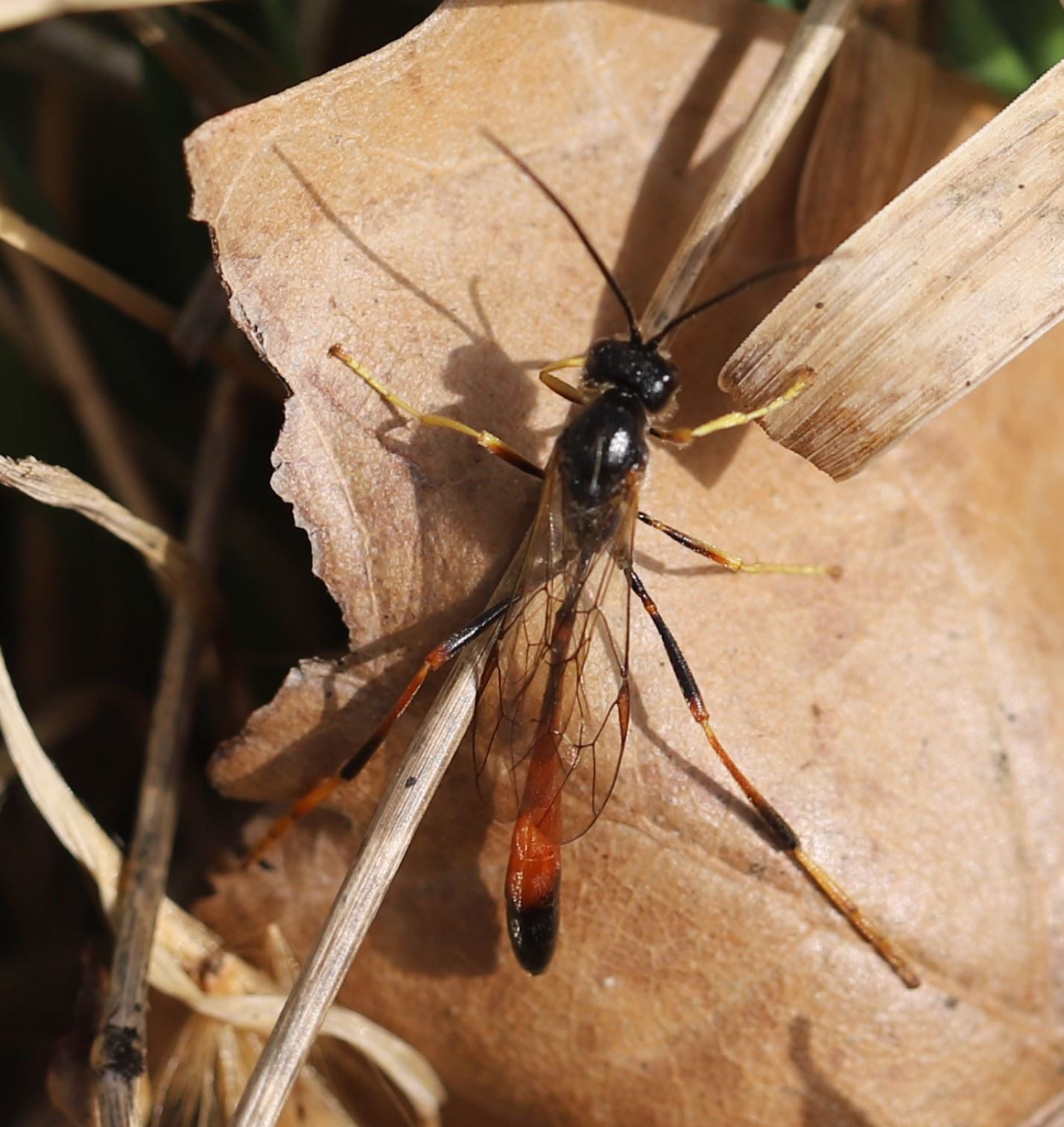
Erigorgus cf. melanops

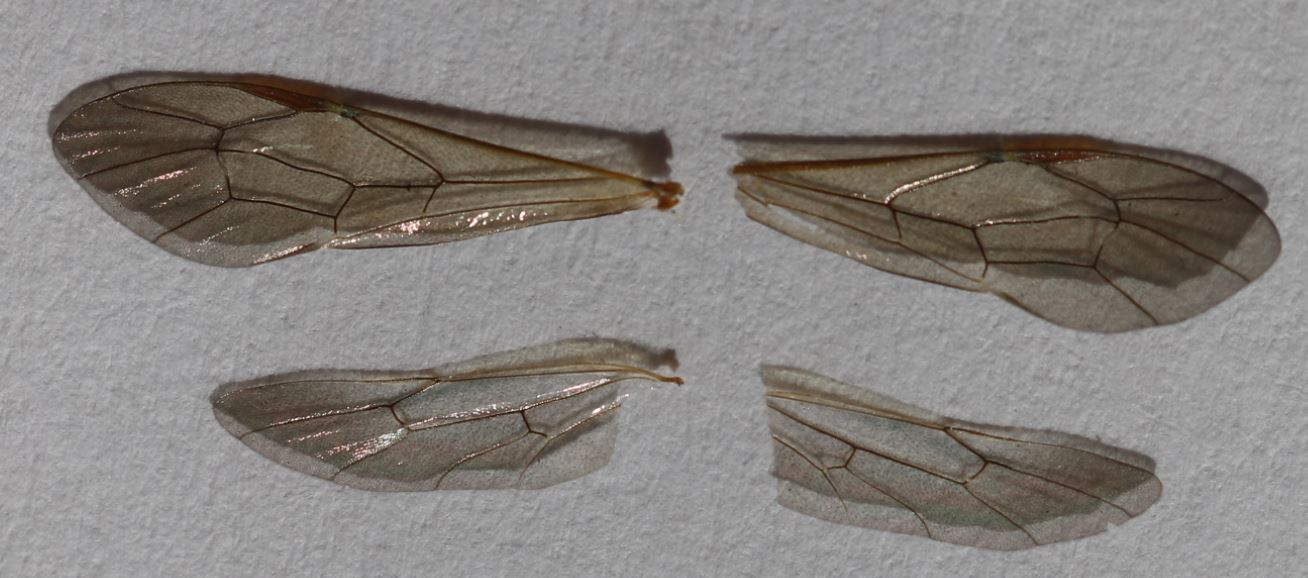
Flügel

Erigorgus melanops ist eine Schlupfwespe aus der Unterfamilie der Anomaloninae. Die Art wurde im Jahr 1855 von Arnold Foerster als Anomalon melanops erstbeschrieben. Die Typuslokalität befindet sich in Ungarn. Das lateinische Art-Epitheton melanops bedeutet „schwarzgesichtig“.

## Merkmale
Bei den mittelgroßen Schlupfwespen sind Kopf und Mesosoma schwarz. Der schlanke Hinterleib ist überwiegend orange gefärbt. Der Petiolus (Hinterleibsstiel) sowie das Hinterleibsende sind schwarz gefärbt. Die Fühler sind gewöhnlich schwarz gefärbt. Die Beine sind mit Ausnahme der Femora größtenteils gelb gefärbt. Die Femora sind überwiegend schwarz gefärbt, insbesondere die mittleren und hinteren. Ferner ist der apikale Teil der hinteren Tibien schwarz gefärbt. Die transparenten Vorderflügel weisen eine charakteristische Flügeladerung mit einem rotgelben Pterostigma auf. Der Ovipositor der Weibchen ist sehr kurz. Die Gesichtsfärbung weist bei den Männchen im Gegensatz zu den Weibchen eine starke Variation auf. Diese reicht von ganz gelb bis weitgehend schwarz mit gelben Orbiten und einem gelben Mittelstreifen.

## Verbreitung
Erigorgus melanops ist in Europa weit verbreitet, fehlt jedoch in Fennoskandinavien. Im Süden reicht das Vorkommen bis auf die Iberische Halbinsel und nach Nordafrika. In Großbritannien ist die Art ebenfalls vertreten. Nach Osten reicht das Verbreitungsgebiet bis nach Zentralasien (Usbekistan).

## Lebensweise
Die adulten Schlupfwespen von Erigorgus melanops erscheinen im Frühjahr. Die Schlupfwespen sind solitäre koinobionte Endoparasitoide von Raupen und Schmetterlingspuppen. Zu den Wirten zählen Augenfalter (Satyrinae) und Eulenfalter (Noctuidae), darunter das Große Ochsenauge (Maniola jurtina), das Schachbrett (Melanargia galathea) und die Triangel-Bodeneule (Xestia triangulum). Die Schlupfwespenlarve verpuppt sich innerhalb der Wirtspuppe und verlässt diese schließlich durch ein aufgenagtes Loch. Die Schlupfwespenlarve kann jedoch selbst Opfer eines Hyperparasiten werden. Pseudogonalos hahnii, ein Hautflügler aus der Familie Trigonalidae, ist als solch einer dokumentiert.